# Херкулан
Херкуланеум (Herculaneum; Herakleion; на италиански: Ercolano) е бил древен град в Кампания на Неаполитанския залив (Golf von Neapel), който както Помпей и Стабии (Stabiae) е затрупан при избухването на вулкана Везувий на 24 август 79 г. Днешният град се казва Еркулано.
Основан е от Херкулес на мястото, където убива Какус.
През 307 пр.н.е. е под римско владение. Става муниципиум. По време на избухването на Везувий е бил малък пристанищен град с 4000 жители. Богати римляни са имали в него вили, където са живели с робите си. Най-известна е Вила на Папирусите (Villa dei Papiri) с площ 2790 м².
- Херкуланеум